# 月光條例
《月光條例》是藤田和日郎的少年漫畫作品。台灣由青文出版社所代理。香港由文化傳信出版社所代理。

## 簡介
《週刊少年Sunday》（小學館）2008年17號開始連載至2014年19号，是繼《魔力小馬》、《魔偶馬戲團》後鬼才藤田和日郎第三部長篇連載。
把童話故事作為題材，日本和西洋各種各樣的精采童話故事都會登場，令故事添上色彩。登場的可以是耳熟能詳的世界名著，也可能是名不見經傳地方童話，藤田和日郎也會加上自己原創的各種色彩，更令故事精采萬分。
因為數十年一次藍色月光引發的月打的關係，被月光照中的童話世界的角色都會變得格外兇暴，甚至會摧毀原作使童話故事消失。
因為一直戴著缽所以不會遭受月打的戴缽公主，這次又以「使者」的身分來到讀者的世界。與男主角岩崎月光相遇，並碰巧使其成為「月光條例」的執行者；對於此事，彆扭的主角雖然嘴巴說不要，但身體倒是很誠實。
為了保衛童話世界，使世界恢復正常，而展開一場漫長的戰鬥。

## 登場人物

### 主要人物
岩崎月光
本作的主角，通稱的不良高中生。打架很強、出手很快。朋友很少。個性剛直富有行動力，討厭欺負弱者的正義少年，說話口氣很差，除了青梅竹馬的「話劇社」以外沒有理解他的人。擁有能看穿事物本質的敏銳洞察力，總是說出聽起來很簡單但可以打動人心的強力話語。最大的優點是出現的時機總是很好。不擅長的事情是「月光」、「說實話」、「話劇社」、「老爹」。
家裡經營拉麵店。實際上是嬰兒時在神社被撿來的孩子，雖然沒有血緣關係，但養父德三將月光當作親生兒子一樣養大。青梅竹馬的話劇社和月光就像兄妹一樣長大，但也因此掌握了月光很多弱點，月光經常因為這樣屈服於話劇社的威脅。
被遭遇月打的嫂嫂追殺的戴鉢公主刻下極印成為「執行者」。之後就開始了與遭遇月打的童話世界的角色們的戰鬥。剛開始的時候完全沒有幹勁，不想把身為女人的戴鉢當成武器，但是在「一寸法師」的世界裡見識到戴鉢的覺悟後，也慢慢有了身為執行者的覺悟。
由於說話一針見血的關係，受到童話世界的角色們喜愛。另外，擁有天道這個「損友」。擔任「執行者」以來，與人的相處機會增加，了解他本質的圖書委員和廣播社的女生都很喜歡他，但是本人卻對戀愛這種情感毫無概念。對話劇社抱持著一種特別的感情但始終沒表現出來，討厭接近話劇社的男人，並且會對她受傷感到憤怒。本人相當純情，在看到話劇社的裸體和戴鉢曝光的腿時非常慌張。
雖然是在戴鉢和話劇社的要求下行動，但是從頑固的爺爺那學到信念的月光，在面臨別人的求救時總是給予與眾不同的答案，抱持著矯正性格懦弱的童話世界角色的想法來解決事情的時候也很多。漸漸的，月光開始展現出與極印的力量相對異常的能力來。
真實身分是「青鳥」的主角．契爾契爾，藉由「許願小槌」的力量轉生到「讀者」的世界。
在「天方夜譚」的世界裡為了獲得能與敵人相抗衡的力量，進入了魔法神燈裡面修行。獲得了全新的力量同時，也取回了前世契爾契爾、散吉的記憶與能力。當頭髮的形狀與契爾契爾的帽子一樣時，可以使用在空中飛翔…等等各種的魔法。
曾遭受最強月打，想尋找「作者」而離開自己的故事，之後被執行月光條例恢復，卻因為某種原因來到「讀者界」，認識了上任月打執行人「老師」與辉夜姬。
在作品最后为保护辉夜姬离开异界而与月之王交战，从此消失于现世。
散吉
話劇社／辉夜姬
和男主角一樣來歷不詳，岩崎月光的童年玩伴，高中女生，知道月光許多秘密，還會以此來威脅月光，常常換男友（自稱與歷任男友連手都沒牽過），喜好會隨男友而改變，前任男友是個釣魚痴，現任男友是個鐵道狂，曾和高木天道交往。但真正喜歡的是主角岩崎月光 ，所以常會故意做些會讓主角吃醋的舉動。體能非常好，能到各個社團中幫忙，頗受同學歡迎，尤其在男同學中有很高的人氣。
真实身份是辉夜姬，在作品中唯一存在于现世的童话人物。在离开岩崎月光等时有表现过原来冷酷的神情。
作品最后留在老爹的拉面店帮忙。
戴缽公主
童話故事《戴缽公主》主角，戴著一頂拿不下的大缽，別名「吞舟」。主角之一，能吞下任何東西，若吞下武器能放大該武器100倍的力量，對擁有「吞舟」這個別名而驕傲且害羞。因為戴著大缽不會遭受月打，因此月打大都是由她擔當任使者。上次當使者來到「讀者界」是70年前。
桃太郎對戴缽的描述為：「吞舟……平時是個溫柔的女孩子……但在戰鬥的時候……她那經過千錘百鍊的足技是無敵的！」、「當她變身為武器時，可以將吞下的武器化為自身的力量，簡直是萬能的使者！」
工藤伽耶（圖書館管理員）
高中二年級學生，工藤舊書店老闆的女兒，異常的喜愛書籍，頭腦不是普通的好，月光和話劇社都直呼她為圖書館管理員。原本一直獨來獨往，某次參與月光條例後漸漸和月光他們打成一片，也喜歡上月光。追求者中不乏童話世界的美男們，但是工藤對他們都很冷淡。執行者為伊德雅（穿靴子的貓）。

### 讀者世界
岩崎德三
岩崎拉麵店老闆。收養月光，被月光稱呼為爺爺。個性似乎很兇，但是個好人。拉麵店曾上過雜誌報導，但報導上的評論讓人看不出到底是在說好話還是壞話。
高木天道
很粗曠的男子漢，和月光是感情很差（？）的朋友，常和月光打架，但都分不出勝負，因為兩人都喜歡幫助弱者。車行家的少爺，熱愛機車與汽車，曾和話劇社交往，現在還是喜歡話劇社。
警署署長
藤木裕美
家中是花店，和工藤是朋友。在被神奇頭巾的主角騷擾時，被月光搭救。
老師 / 宮沢 賢治（みやざわ けんじ）
當舖家的長男，但是拒絕繼承家業，執行者的極印在左耳後面。
因為肺病的關係辭去教師的工作，過著一邊種田一邊寫作的生活。在竹林中撿到高勢露，並將她撫養長大，但因為鄰居的閒言閒語而對她冷淡。
在月夜的鐵路上遇見了契爾契爾，將契爾契爾取名為散吉，兩人開始一起生活。
可以和月亮對話，藉此知道一些過去．現在．未來將會發生的事情，也知道契爾契爾的過去，憧憬著為了拯救其他人可以不顧一切奉獻自己的契爾契爾，使用執行者的獎賞：許願小槌，許願讓契爾契爾有個全新的人生，將這世上唯一牽掛的女兒．露的秘密告訴他，並且將擁有孤獨的命運的她託付給了契爾契爾。
在與快樂王子一戰後結束了執行者的任務，但病情也因此惡化，死後他的存在、思想與姿態仍然影響著轉生後的散吉。
高勢露（輝夜姬）
契爾契爾到「讀者界」時認識的人物，老師的養女。真實身分是輝夜姬，是世上唯一並非是「童話故事」，而是實際存在的「事實」。從嬰兒長大到成人只有三個月的時間，然後外表就不會再改變，因此必須不斷改變居住地方，已經如此顛沛流離非常長久的時間，老師是唯一不覺得她怪異的人，對「老師」抱有深刻的執念，追求自己的歸屬之地。

#### 其他人物
神林佳代
小紅帽的讀者，神林剛三的妻子。
神林剛三
被小紅帽追殺的退休警察。
神林果步
神林剛三的孫女。

### 童話世界

#### 主線人物
伊德雅
童話故事《穿靴子的貓》的主角，在「月示申」組織中工作，在「讀者界」的身分是偶像明星。初時認為月光與戴缽是違法的執行者。搭擋是工藤伽耶，極度迷戀工藤。
一寸法師
原作中使計謀讓公主和他在一起，因為很弱小，所以只能用這種方式獲得幸福。但是絕對不是大惡人。故事中打敗惡鬼使用許願小槌讓自己變高，從此過的幸福快樂的日子。在鬼之金棒月打解除後，想向月光證明自己是男子漢，公主用許願小槌許願「即使一寸法師不在，一寸法師的故事也不會消失」，一寸法師因此能待在「讀者界」中。
平賀帶刀
「月示申」組織高層之一，真實身分是齊天大聖／孫悟空，號稱童話故事中最強的角色。
裸體的國王
《國王的新衣》裡的國王，原作中被詐騙集團騙，明明沒穿衣服，還認為自己穿上的是只有聰明人才看的到的衣服。最後被天真無邪的小孩說出真相，非常丟臉。故事中小孩和民眾被月打暴動要殺掉國王，國王連絡戴缽，算是協力者。
曾受最強月打，稍微理解契爾契爾而縱放他，所以被施以超重量的刑罰。在本作後期在保衛童話世界時被解除刑罰，解開枷鎖的國王因而成為最可靠的夥伴之一。
阿菊
日本民間傳說「若不鳴則雉雞不死」中的主角，家境貧窮，和父親相依為命。因營養不良差點死去，父親偷了一把米和紅豆煮成阿菊愛吃的紅豆飯，讓阿菊恢復些體力，但父親卻因為阿菊隨口唱的歌而被村人發現偷東西的事實被活埋，自責的阿菊從此不再開口說話。這件事也成為契爾契爾行動的契機。
賣火柴的小女孩
裸體國王請求契爾契爾幫忙的故事。契爾契爾不滿故事中小女孩悲慘的結局，帶著小女孩四處逃亡。最後小女孩選擇回到她自己的故事中。

#### 協力者
金太郎
日本童話人物。在桃太郎事件中曾被斬成兩半。和伊德雅是好朋友。搭擋為長髮公主。
長髮公主
童話故事《長髮公主》主角。搭擋為金太郎。
小和尚
童話故事《三張護身符》裡的主角小和尚，搭檔是卡蓮。
卡蓮
童話故事《紅舞鞋》主角，搭檔為小和尚。
阿里巴巴與40大盜
《天方夜譚》中唯一一個沒有遭受月打的故事，因此阿里巴巴與40大盜在眾人反抗契爾契爾大人時成為助力。
繼母
童話故事《白雪公主》中的皇后。
格列佛
童話故事《格列佛遊記》主角。
白鶴姑娘
童話故事《白鶴報恩》主角。
摘瘤爺爺
童話故事《摘瘤爺爺》的主角，臉頰上有顆瘤。
傑克
童話故事《傑克與豌豆》的主角與豌豆共同登場。
開花爺爺
童話故事《開花爺爺》裡的主角。
老和尚
童話故事《三張護身符》裡給主角小和尚護身符的人。
地藏菩薩
童話故事《戴斗笠的地藏菩薩》主角。
醜小鴨
童話故事《醜小鴨》主角。
畫中妻

#### 被月打的角色
大野狼
原作中是個笨野狼，只能吹垮茅草屋和木頭屋，連紅磚屋都吹不垮，最後還被三隻小豬煮來吃。被月打後等級狂升，連金閣寺、國會議事堂都能吹垮，還吃了兩隻小豬，最後被月光打敗。
鬼之金棒
被月打的是配角鬼的棒子，控制公主的心智，能發揮超強力量，差點使地球滅亡。最後被月光和戴缽合力打倒。
辛蒂蕾菈
童話故事《灰姑娘》的主角，喜愛車子與飆車。在被月光執行月光條例後，與王子懇談並交往一年才結婚，婚後積極從事社會慈善與教育事業，並在天道的介紹下，週休二日到美國車廠幫忙與學習。被小紅帽取笑是「哥德風穿著的歐巴桑」。與話劇社是好朋友。
神奇頭巾的主角
皮諾丘
童話故事《木偶奇遇記》主角，被月打後與童話故事相反，說實話鼻子會變長。
麥桿富翁的主角
漢斯與葛雷蒂
人魚公主的姐姐
童話故事《人魚公主》裡的配角，為了救妹妹決定殺死王子。月光幫她們去向海巫婆說情，最後巫婆同意人魚可以用別的東西來交換雙腿。
飯糰
童話故事《老鼠與飯糰》裡的老爺爺拿著的食物。
小紅帽
童話故事《小紅帽》的主角，有著可愛的外表不過用字遣詞教粗魯。可以操縱同故事中的居民「（有著鋼鐵手腕和銳利指甲的）奶奶」與「獵人」，還可以在天空中自由的飛翔等等。被月打後為了幫一位喜愛自己故事的讀者報仇，而來到「讀者界」。
麻雀
童話故事《剪舌麻雀》裡登場的麻雀。自稱是「本人」。被藍色月光照射後，同作品中的登場人物裡，對於因為舔了老奶奶的漿糊而被剪舌頭的事情憤怒。
乙姬
童話故事《蒲島太郎》裡的龍宮公主。送蒲島太郎玉手箱為謝禮，實為讓箱子吸收蒲島太郎的絕望，從而製造月打的解藥。手下大將是鯛魚和比目魚。
法蘭德斯之犬
桃太郎
幼年時曾被月打的鬼追殺，由戴缽和當時的執行者救下。遭受月打後決定將吞舟得到手，四處尋找並殺害執行者，最後被月光打倒。清醒之後非常迷戀戴缽。身上帶著味道詭異但是超級好吃且能讓人恢復體力的糰子。
白雪公主和七個小矮人
阿拉丁
蜜琪兒
童話故事《青鳥》裡的主人翁，契爾契爾的妹妹。在契爾契爾離開童話故事後，代替哥哥演出哥哥的角色。在青鳥開玩笑時被藍色月光照射，產生消滅其它童話的念頭，用契爾契爾的身分在《天方夜譚》的童話故事裡帶領一堆被月打的角色，用從各童話中搜集來的魔法物品做成大炮，企圖消滅（所有童話故事）。被執行月光條例後，月光代替妹妹頂下作亂罪名。

## 相關用語
月光條例
被藍色月光扭曲的童話故事必須由勇猛的月光來導正。
執行者（しっこうしゃ）
為了月光條例被選擇的戰士。會從使者那在身體的某個部分刻劃下三日月形狀的「極印」，將使者做為武器，一起對抗遭遇月打變成壞蛋的角色。在完成任務之後「極印」會被回收，報酬是可以使用許願小槌實現一個願望。
月打
藍色的月光，每隔數十年就會灑落在地面上一次。每當月光灑下，世界就會出現一些不尋常的現象。發生不尋常現象的是孩子們所讀的童話世界的故事。被月光照中的角色都會變的很兇暴。

長老
童話世界的長老會的長老，制定月光條例的人。已知有裸體的國王、白雪公主的繼母、開花爺爺、乙姬公主、拇指公主、醜小鴨、斗笠地藏之一、畫像老婆及三張護身符的老和尚。
「月神」
「月神」為一新造的日文漢字，為一童話故事在現實社會組織，現實社會中的警方聽命於她，並提供協助，制服從童話故事逃至現實社會中被月打的角色。
讀者界
童話故事角色對現實社會的稱呼。
作者
童話故事角色並不知道作者的存在。但因月打而抓狂的角色，有些時候會因醒覺而知道，並可打破時空限制探訪作者。

## 故事章節列表
1. 本條例之目的（第1卷）全4話
2. 一寸法師（第1卷 - 第2卷）全8話
3. 歸屬感（居場所）（第2卷）
4. 辛蒂蕾菈（シンデレラ）（第2卷 - 第4卷）全17話
5. 神奇頭巾（きき耳ずきん）（第4卷）
6. 木偶奇遇記（ピノキオ）（第4卷）
7. 麥桿富翁（わらしべ長者）（第4卷）
8. 漢斯與葛蕾蒂（ヘンゼルとグレーテル）（第4卷）
9. 天邪鬼與胡瓜公主（あまんじゃくとうりこひめ）（第4卷 - 第5卷）
10. 圖書委員（図書委員）（第5卷）全3話
11. 飯糰滾滾（おむすびころりん）（第5卷）全5話
12. 小紅帽（赤ずきん）（第5卷 - 第6卷）全10話
13. 積雨雲（入道雲）（第6卷）
14. 陣雨（第7卷）
15. 剪舌麻雀（舌切り雀）（第7卷）
16. 弗蘭德斯的狗+浦島太郎（フランダースの犬プラスうらしま太郎）（第7卷 - 第8卷）全10話
17. 人魚公主（人魚姫）（第8卷）
18. 血之心（血のハート）（第8卷 - 第10卷）全17話
19. 蹺課日（さぼった日）（第10卷）
20. 游泳日（プールの日）（第10卷）
21. 去海邊吧（海へ行こう）（第10卷）全5話
22. 一千零一夜之月（千一夜の月）（第10卷 - 第20卷）全97話
23. 日常生活（いつもの日）（第20卷 - 第21卷）全5話
24. 輝夜姬（かぐや姫）（第21卷 - 第29卷）全90話

## 出版書籍
| 冊數 | 小學館         | 小學館                 | 青文出版社     | 青文出版社            |
| 冊數 | 發售日期       | ISBN                   | 發售日期       | ISBN／EAN             |
| ---- | -------------- | ---------------------- | -------------- | --------------------- |
| 1    | 2008年6月18日  | ISBN 978-4-09-121420-1 | 2008年12月25日 | ISBN 978-986-209702-1 |
| 2    | 2008年9月18日  | ISBN 978-4-09-121469-0 | 2009年4月25日  | ISBN 978-986-209835-6 |
| 3    | 2008年12月18日 | ISBN 978-4-09-121519-2 | 2009年6月25日  | ISBN 978-986-209887-5 |
| 4    | 2009年3月18日  | ISBN 978-4-09-121610-6 | 2009年8月25日  | ISBN 978-986-209962-9 |
| 5    | 2009年7月17日  | ISBN 978-4-09-122018-9 | 2010年1月25日  | ISBN 978-986-256139-3 |
| 6    | 2009年9月17日  | ISBN 978-4-09-121747-9 | 2010年3月25日  | ISBN 978-986-256215-4 |
| 7    | 2009年11月18日 | ISBN 978-4-09-121886-5 | 2010年5月25日  | ISBN 978-986-256301-4 |
| 8    | 2010年2月18日  | ISBN 978-4-09-122149-0 | 2010年7月25日  | ISBN 978-986-256382-3 |
| 9    | 2010年5月18日  | ISBN 978-4-09-122297-8 | 2010年10月25日 | ISBN 978-986-256507-0 |
| 10   | 2010年8月18日  | ISBN 978-4-09-122508-5 | 2011年1月25日  | ISBN 978-986-256621-3 |
| 11   | 2010年11月18日 | ISBN 978-4-09-122660-0 | 2011年4月25日  | ISBN 978-986-256749-4 |
| 12   | 2011年1月23日  | ISBN 978-4-09-122771-3 | 2011年7月25日  | ISBN 978-986-256845-3 |
| 13   | 2011年4月18日  | ISBN 978-4-09-122854-3 | 2011年10月25日 | ISBN 978-986-256911-5 |
| 14   | 2011年7月15日  | ISBN 978-4-09-123199-4 | 2012年4月25日  | ISBN 978-986-310158-1 |
| 15   | 2011年10月18日 | ISBN 978-4-09-123336-3 | 2012年7月25日  | ISBN 978-986-310274-8 |
| 16   | 2012年1月18日  | ISBN 978-4-09-123536-7 | 2013年3月25日  | ISBN 978-986-310555-8 |
| 17   | 2012年3月16日  | ISBN 978-4-09-123618-0 | 2013年5月25日  | ISBN 978-986-310650-0 |
| 18   | 2012年5月18日  | ISBN 978-4-09-123656-2 | 2013年7月25日  | ISBN 978-986-310677-7 |
| 19   | 2012年8月17日  | ISBN 978-4-09-123790-3 | 2013年9月25日  | ISBN 978-986-310743-9 |
| 20   | 2012年11月16日 | ISBN 978-4-09-124011-8 | 2013年12月25日 | ISBN 978-986-310841-2 |
| 21   | 2013年2月18日  | ISBN 978-4-09-124183-2 | 2014年3月25日  | ISBN 978-986-310964-8 |
| 22   | 2013年4月18日  | ISBN 978-4-09-124284-6 | 2014年6月25日  | ISBN 978-986-356042-5 |
| 23   | 2013年6月18日  | ISBN 978-4-09-124323-2 | 2014年9月25日  | EAN 471-8016-00956-1  |
| 24   | 2013年8月16日  | ISBN 978-4-09-124361-4 | 2014年12月25日 | EAN 471-8016-01094-9  |
| 25   | 2013年11月18日 | ISBN 978-4-09-124495-6 | 2015年3月25日  | EAN 471-8016-01196-0  |
| 26   | 2014年1月17日  | ISBN 978-4-09-124550-2 | 2015年6月25日  | EAN 471-8016-01305-6  |
| 27   | 2014年2月18日  | ISBN 978-4-09-124610-3 | 2015年9月25日  | EAN 471-8016-01440-4  |
| 28   | 2014年3月18日  | ISBN 978-4-09-124611-0 | 2015年11月25日 | EAN 471-8016-01537-1  |
| 29   | 2014年5月16日  | ISBN 978-4-09-124617-2 | 2016年1月25日  | EAN 471-8016-01617-0  |